# Маријан Ричеро
Маријан Ричеро (итал. Marian Richero; Софија, 17. мај 1987) је бугарски певач са италијанским држављанством.

## Биографија
У новембру 1994. је усвојен и преселио се у Италију, где и даље живи и ради у музичкој индустрији. Каријеру је започео наступајући на многим локалним радио станицама у Ломбардији, а 2002. године је почео да сарађује са Фестивалом Сан Ремо, сарадња која се наставља и данас. Током каријере, упознао је многе истакнуте личности из света музике и забаве, укључујући Макса Бјађија и Белен Родригез. Године 2018. објавио је свој први албум обрада, „Benvenuto“, а 2020. године свој други албум обрада, „Il mondo prima di te“. Маријан је велики обожавалац Макса Пецалија, али посебно Аврил Лавињ, и веома је добар пријатељ лигурске кантауторке Аналисе.

## Дискографија
- Benvenuto (2018)
- Il mondo prima di te (2020)